# آپاچتا (ارکیپا)
آپاچتا (به اسپانیایی: Apacheta) یک کوه در پرو است که در Peru, Arequipa Region, Castilla Province واقع شده‌است. آپاچتا ۵٬۳۲۸ متر بالاتر از سطح دریا واقع شده‌است.